# Palaeopsylla obliqua
Palaeopsylla obliqua är en loppart som beskrevs av Peus 1977. Palaeopsylla obliqua ingår i släktet Palaeopsylla och familjen mullvadsloppor. Inga underarter finns listade i Catalogue of Life.